# 心鞠游
心鞠 游（こまり ゆう、1998年1月17日 - ）は、日本の女性アイドル、タレント、女優、歌手。女性アイドルグループ・KAQRIYOTERRORのメンバーでリーダーを務める。埼玉県出身。2018年、和泉 ひより（いずみ ひより）から改名。コドモメンタルINC.所属。

## 略歴・人物
- 趣味・特技はブログ[1]。
- 「アンケート who is X…?」にて初主演（2016年11月）。
- 元・アヴィラ所属[1]（2012年 - 2018年11月）。
- アイドルグループ『キプリスモルホォ』の元メンバー。在籍中はリーダーを務めた。
- 2018年12月、コドモメンタルINC.に移籍。幽世テロルArchitect（現KAQRIYOTERROR）に心鞠游として加入）[2]。

## 作品

### DVD
- 旬感娘（2013年2月28日、PIXY）
- キラキラな新学期[3][4]（2013年4月20日、タスクビジュアル）
- マジカルキッス（2013年6月23日、PIXY）
- Premium Doll[5]（2013年8月23日、メジャースコープ）
- MIU（2013年10月18日、メディアブランド)
- いたずらDOLL[6]（2013年12月28日、INTEC）
- 純真こころ[7]（2014年2月23日、INTEC）
- 小悪魔が見た天使。（2014年4月28日、INTEC）
- 夏恋（2014年6月20日、メディアブランド)
- 少女 ひより[8]（2014年9月26日、エスデジタル）
- ひより日和（2014年12月20日、アイマックス）
- Petit Ange（2015年5月29日、BNS）
- Hiyori Memory[9][10][11]（2015年11月27日、BNS）
- Like a Angel[12][13][14]（2016年3月25日、SID）
- ぴよぴよ（2016年12月23日、スパイスビジュアル）

## 出演

### 舞台
- アリスインプロジェクト「戦国降臨ガール・ReBirth[15]」（2014年10月29日 - 11月3日、新馬場・六行会ホール） - ケロ 役
- シズ☆ゲキ「進め! 春川女子高校[16]」（2015年3月4日 - 8日、池袋・シアターKASSAI） - 井原梓 役
- SHOWMAN'S「ドリームレスキュー・言うことナース! 〜エピソードゼロなのですぅ〜[17]」（2015年7月8日 - 12日、新宿村LIVE） - ソラナム博士 役
- FPアドバンス「free spilit[18]」（2015年9月28日 - 10月4日、新井薬師前・ウエストエンドスタジオ） - ミルク 役
- 万本桜企画「そもそも石段の先に大霊界があるのか[19]」（2015年11月11日 - 15日、学芸大学・千本桜ホール） - 丹波うさぎ 役
- SHOWMAN'S 朗読劇「いちたすにはサンタ」（2015年12月7日, 14日, 21日、渋谷・DESEO mini）
  - 「シンデレラAD」 - AD空波 役
  - 「いちたすにはサンタ」 - マリア 役
- SHOWMAN'S「ドリームレスキュー　言うことナース! 〜エピソード0なのですぅ〜」（2016年2月17日 - 21日、大塚・萬劇場） - ソラナム博士 役
- SHOWMAN'S「ドリームレスキュー　言うことナース! ～いちもにもなくエピソード3～[20]」（2016年4月20日 - 24日、新宿村LIVE） - ナース塩原 役
- タタカッテシネ「I・D・O〜みんなみんなタタカッテるんだトモダチなんだ〜[21]」（2016年7月27日 - 31日、高田馬場ラビネスト）
- danke「アンケート -Who Is X...?-[22]」（2016年11月23日 - 27日、高田馬場ラビネスト） - 主演
- sajik@genプロデュース「偽りのパラドックス」（2016年12月13日 - 16日、王子神谷・シアター・バビロンのほとりの流れにて） - 新川朱莉 役
- タタカッテシネ「ボンゴレ・ビアンコ」（2017年1月25日 - 29日、学芸大学・千本桜ホール） - 主演 相田愛子 役
- 現代サムシング研究所「帰還〜超一流の幸福術〜[23]」（2017年2月24日 - 26日、荻窪小劇場） - 牧野チカ 役
- danke「in the boX -Who are you...?-」（2017年6月21日 - 26日、高田馬場ラビネスト） - 主演 イチカ 役
- 朗読パンダ「Talking & Square」（2017年10月5日 - 8日、シアターグリーン BIG TREE THEATER）
- sajik@genプロデュース「それゆけ! 半熟英雄[24]」（2017年12月13日 - 17日、ザムザ阿佐谷）
- 劇団丸組「山猫 第2章～情炎賛歌～」（2018年3月30日 - 4月1日、浅草六区 ゆめまち劇場） - ウサギ 役
- 朗読パンダ 番外公演「The other」（2018年4月28日 - 30日、北池袋 新生館シアター）
- danke「遊戯唄-もう、いいよ-」（2018年10月17日 - 21日、上野ストアハウス） - 東京華 役[25]

### TV
- 全力坂 （2016年10月20日、11月1日）

### 雑誌
- 週刊プレイボーイ （2016年 7/16号[26]）